# Ota Halama
Ota Halama (* 12. prosince 1974, Chlumec nad Cidlinou) je český církevní historik, vysokoškolský učitel na katedře církevních dějin Evangelické teologické fakulty UK, editor textů osobností české a evropské reformace; badatelsky se věnuje české reformaci a jejímu historickému kontextu, okrajově také religionistice, otázce židovsko-křesťanských vztahů v minulosti.

## Život
Po maturitě na pražské strojní průmyslové škole (1993) nastoupil ke studiu na Evangelickou teologickou fakultu Univerzity Karlovy v Praze (1993–98), kde roku 2001 obhájil svou doktorskou práci "Otázka svatých v české reformaci: její proměny od doby Karla IV. Do doby české konfese" a kde od roku 2002 akademicky působí. V roce 2003 mu byla za tuto práci udělena Cena Josefa Hlávky. Od roku 2013 byl zvolen mezi fellows pražského Centra medievistických studií. Docentem evangelické teologie s působením na zmíněné katedře byl jmenován počátkem roku 2019.
Pedagogická, vědecká a publikační činnost Oty Halamy vychází především ze studia dosud needitovaných pramenů české reformace. Na tomto základě se pokouší nově popsat jak vlastní dějiny české reformace, tak také myšlení jejích vybraných představitelů (zástupným příkladem může být monografe Svatý Jan Hus z r. 2015). Podstatnou součástí jeho práce jsou však i komentované edice dobových textů (díla Jakoubka ze Stříbra, Martina Lupáče, Mikuláše Konáče z Hodíškova, Bohuslava Bílejovského, Martina Luthera, Jana Blahoslava, Tobiáše Závorky Lipenského aj.).
Konečně je důležitým znakem jeho práce vzájemná spolupráce s řadou především mimofakultních kolegů a zájem o prohloubení interdisciplinárního dialogu.

## Významné publikace (výběr)
- HALAMA, Ota. Amedeo Molnár: Theologia crucis. Nedokončené přednášky z let 1989–90. Praha: Kalich, 2018. ISBN 978-80-7017-258-2

- HALAMA, Ota. Svatý Jan Hus. Stručný přehled projevů domácí úcty k českému mučedníku v letech 1415-1620. Praha: Kalich, 2015. ISBN 978-80-7017-230-8.
- HALAMA, Ota (ed.). Amica Sponsa Mater. Bible v čase reformace. Praha: Kalich, 2014. ISBN 978-80-7017-213-1.
- HALAMA, Ota. Rastafari. Pozadí vzniku hnutí, vznik a vývoj hnutí, styl života [= Religio 3], Volvox Globator, Praha 2008, 76 s. ISBN 9788072076697

- HALAMA, Ota. Otázka svatých v české reformaci. Její proměny od doby Karla IV. do doby České konfese. Brno: L. Marek, 2002. ISBN 80-86263-25-8.